# Jean-Baptiste Guindey
Pour les articles homonymes, voir Guindey.
Jean-Baptiste Guindey, né le 12 avril 1785 à Laruns dans les Pyrénées-Atlantiques et mort le 29 octobre 1813 au cours de la bataille de Hanau, est un maréchal des logis et hussard français des guerres napoléoniennes. Il est connu pour avoir tué en combat singulier le prince Louis-Ferdinand de Prusse lors de la bataille de Saalfeld en 1806.

## Biographie

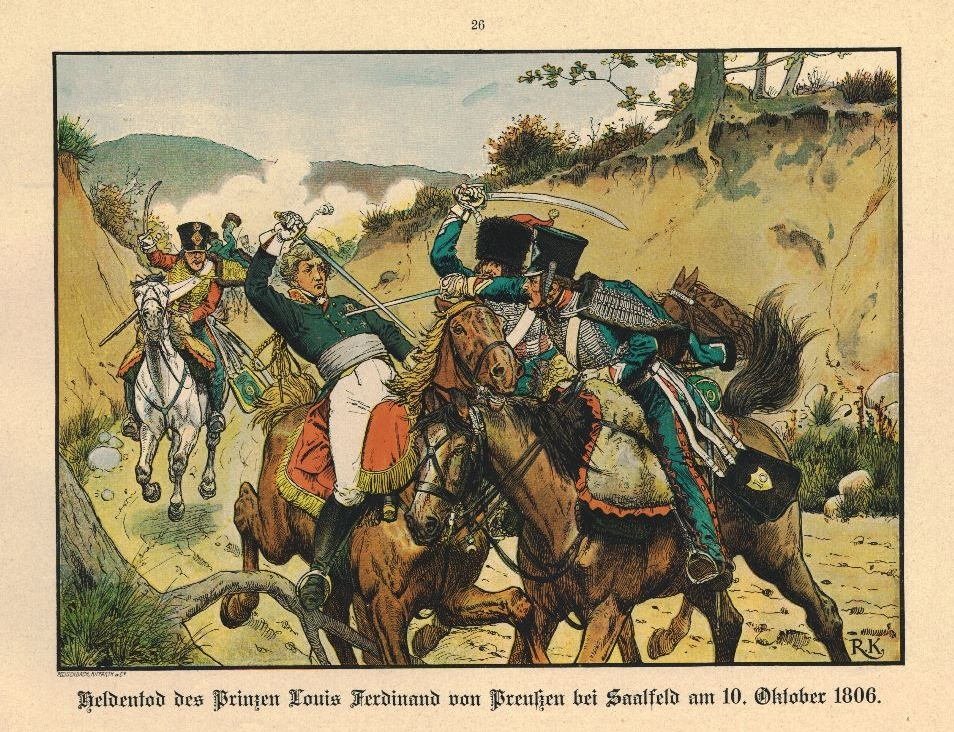
La mort du prince Louis Ferdinand, par Richard Knötel. En avant, le maréchal des logis Jean-Baptiste Guindey et un camarade, en derrière un membre du 9e régiment de hussards.

Après de bonnes études à Toulouse, il s'engage dans l'armée au sein du 10e régiment de hussards. En 1805, il participe à la campagne contre les Autrichiens et reçoit plusieurs blessures à Holzheim puis à Austerlitz. En 1806, son régiment est engagé contre les Prussiens et les Saxons à Saalfeld. Au cours de la retraite ennemie, il somme le prince Louis-Ferdinand de Prusse de se rendre mais ce dernier riposte par un coup de sabre. Au cours du duel qui s'ensuit, Guindey inflige plusieurs coups mortels à son adversaire.

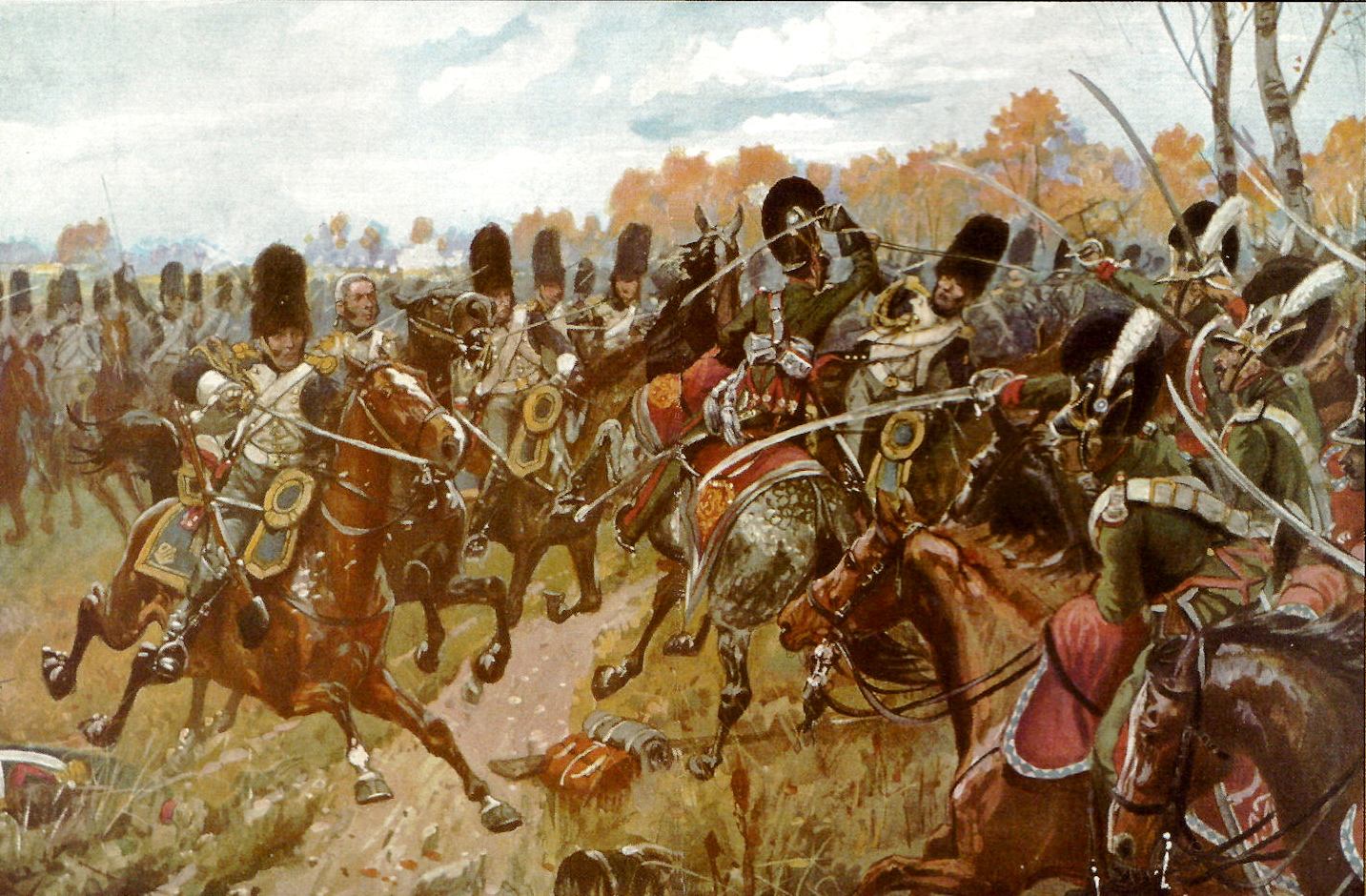
Charge des grenadiers à cheval à la bataille de Hanau, au cours de laquelle le lieutenant Guindey trouve la mort.

Il sert en Espagne en 1808, puis participe à la campagne de 1809 en Autriche. Il est lieutenant dans les grenadiers à cheval de la Garde impériale avec lesquels il fait la campagne de Russie, puis de Saxe. Il est mortellement blessé au cours de la bataille de Hanau en octobre 1813. Son corps est retrouvé au milieu des cadavres des ennemis qu'il a abattus avant de succomber.
Un bâtiment de l'École de cavalerie de Saumur portait son nom. Il est inhumé au cimetière de Montmartre, 27e division. Le Souvenir français a posé une épitaphe à sa mémoire et celle d'Antoine Mata (Monzon, 11 décembre 1788-Paris, 20 novembre 1848), capitaine espagnol défenseur de Saragosse en 1808-1809, qui s'est marié avec sa sœur puis devient confiseur chocolatier à Paris. Son petit-neveu, Maurice Castellar (1858-1921), a fait élever un monument à Laruns en 1903.

## Distinctions
- Légion d'honneur
  - Chevalier de la Légion d'honneur le 14 avril 1807
  - Officier de la Légion d'honneur le 14 septembre 1813[2].